# Hugh Fay
Hugh Fay,   (New York, 9 giugno 1882 – Los Angeles, 4 dicembre 1926), è stato un attore e regista cinematografico statunitense.
All'epoca del muto, fu protagonista di numerosi film della Keystone, diventando poi regista per Hal Roach.

## Filmografia

### Attore
- For Better - But Worse, regia di Dell Henderson - cortometraggio (1915)
- Mabel Lost and Won, regia di Mack Sennett - cortometraggio (1915)
- A Hash House Fraud, regia di Charles Parrot - cortometraggio (1915)
- The Little Teacher, regia di Mack Sennett - cortometraggio (1915)
- Only a Messenger Boy, regia di Frank Griffin, Ford Sterling - cortometraggio (1915)
- My Valet, regia di Mack Sennett - cortometraggio (1915)
- Crooked to the End, regia di Edwin Frazee - cortometraggio (1915)
- Love Will Conquer, regia di Edwin Frazee - cortometraggio (1916)
- Wife and Auto Trouble, regia di Dell Henderson - cortometraggio (1916)
- The Village Vampire, regia di Edwin Frazee - cortometraggio (1916)
- An Oily Scoundrel, regia di Edwin Frazee - cortometraggio (1916)
- A Dash of Courage, regia di Charley Chase - cortometraggio (1916)
- Bath Tub Perils  - cortometraggio
- The Love Comet  - cortometraggio
- She Loved a Sailor  - cortometraggio
- Stars and Bars  - cortometraggio
- Secrets of a Beauty Parlor  - cortometraggio
- A Maiden's Trust, regia di Victor Heerman e Harry Williams - cortometraggio (1917)
- His Speedy Finish  - cortometraggio
- The House of Scandal, regia di Charles Avery - cortometraggio (1917)
- A Matrimonial Accident  - cortometraggio
- Her Donkey Love  - cortometraggio
- His Unconscious Conscience, regia di Charles Avery - cortometraggio (1917)
- Son of a Gun, regia di F. Richard Jones - cortometraggio (1918)
- Are Married Policemen Safe?, regia di F. Richard Jones - cortometraggio (1918)
- A Neighbor's Keyhole, regia di Henry Lehrman - cortometraggio (1918)
- Wild Women and Tame Lions, regia di William Campbell - cortometraggio (1918)
- Roaring Lions on the Midnight Express, regia di Henry Lehrman - cortometraggio (1918)
- The Fatal Marriage, regia di William Campbell - cortometraggio (1918)
- Her Husband's Wife, regia di David Kirkland - cortometraggio (1918)
- A Lady Bell Hop's Secret  - cortometraggio
- Almost Married, regia di Charles Swickard (1919)
- Tempi migliori (Better Times), regia di King Vidor (1919)
- A Favor to a Friend
- Please Get Married
- The Chicken Hunters - cortometraggio
- Taming the West - cortometraggio
- A Close Shave, regia di Gil Pratt (Gilbert Pratt) (1920)
- Oh, Baby! - cortometraggio (1920)
- This Way Out, regia di Arthur Hotaling - cortometraggio (1920)
- Tit for Tat - cortometraggio (1920)
- Misfortune Hunters - cortometraggio (1920)
- Wild Wild Women - cortometraggio
- Stung Again - cortometraggio
- The Kick in High Life - cortometraggio
- Some Champs, regia di Harry Williams - cortometraggio (1920)
- Movie Madness - cortometraggio (1920)
- Clever Cubs - cortometraggio (1920)
- All Balled Up, regia di Harry Williams - cortometraggio (1920)
- Hired and Fired, regia di Harry Williams - cortometraggio (1920)
- This Is the Life - cortometraggio (1920)
- The Vagrant - cortometraggio
- The Speeder, regia di Lloyd Bacon - cortometraggio (1922)
- Little Annie Rooney
- Spuds

### Regista
- Won by a Foot - cortometraggio (1917)
- The Rainmaker - cortometraggio (1922)
- Poor Boy
- The Punctured Prince, co-regia di Hunt Stromberg - cortometraggio (1922)
- Glad Rags
- The Mystery Man
- The High Life
- It's a Gift
- King Cotton
- Hot Feet
- Love Your Neighbor
- Winnie's Birthday
- His Off Day
- Oh! Winnie Behave
- Sweet Baby - cortometraggio (1926)